# Suad Beširević
Suad Beširević (Ljubljana, 1963. március 4. – Ljubljana, 2019. szeptember 28.) szlovén labdarúgó, középcsatár.

## Pályafutása

### Játékosként
1977 -ben a Svoboda korosztályos csapatában kezdte a labdarúgást, ahol 1983-ban mutatkozott be az első csapatban. 1983–84-ben a Slovan, 1984 és 1989 között a Borac Banja Luka, 1989–90-ben a Rijeka labdarúgója volt. 1990 és 1992 között a ciprusi Apóllon Lemeszú csapatában játszott. Az Apóllonnal egy-egy bajnoki címet és ciprusi kupát nyert. Az 1990–91-es idényben bajnoki gólkirály 19 góllal. 1992–93-ban a Celje játékosa volt. 1993-ban visszatért Ciprusra és egy-egy idényt játszott a Piciliász, az Árisz Lemeszú és az Omónia Aradípu csapatában.

### Edzőként
2002–03-ban az NK Ljubljana, 2003–04-ben az Olimpia Ljubljana, 2005–06-ban a Bela Krajina, 2007 és 2011 között a Šenčur, 2011–12-ben a Svoboda vezetőedzője volt. 2003-ban az Olimpia csapatával szlovén kupát nyert.

## Sikerei, díjai

### Játékosként
Borac Banja Luka
- Jugoszláv kupa
  - győztes: 1988

 Apóllon Lemeszú
- Ciprusi bajnokság
  - bajnok: 1990–91
  - gólkirály: 1990–91 (19 gól)
- Ciprusi kupa
  - győztes: 1992

### Edzőként
Olimpija Ljubljana
- Szlovén kupa
  - győztes: 2003